# Список умерших в 1864 году
В этой статье представлен список известных людей, умерших в 1864 году.
- См. также: Категория:Умершие в 1864 году

## Январь
- 5 января — Владимир Кнорринг (79—80) — генерал-адъютант, генерал от инфантерии.
- 7 января — Николай Турчанинов — русский ботаник-систематик.
- 10 января — Кароль Балинский — польский поэт романтической школы.
- 10 января — Фердинанд Альфонс Гамелен (67) — французский адмирал, морской министр Франции.
- 27 января — Лео фон Кленце (79) — немецкий архитектор, художник и писатель, считается выдающимся представителем классицизма, основатель неогреческого стиля.
- 31 января — Александр Дружинин (39) — русский писатель, литературный критик, переводчик Байрона и Шекспира; инициатор создания Общества для пособия нуждающимся литераторам и учёным; чахотка.

## Февраль
- 1 февраля — Фёдор Кузьмич — старец, живший в Сибири и, по легенде, являвшийся императором Александром I, который в 1825 году инсценировал свою смерть и стал скитальцем[1].
- 10 февраля — Уильям Генри Хант (73) — британский художник.

## Март
- 2 марта — Дмитрий Блудов (78) — русский литератор, дипломат, государственный деятель.
- 22 марта — Константин Калиновский (26) — революционный демократ, публицист, поэт, один из руководителей восстания на территории современных Беларуси и Литвы; казнён через повешение в Вильне.
- 31 марта — Сергей Алферьев (47) — российский медик, доктор медицины, ординарный профессор Киевского университета.

## Апрель
- 2 апреля — Иоганн Бергер фон дер Плейсе — австрийский военный деятель, фельдцейхмейстер.
- 10 апреля — Николай Павлов (60) — русский писатель.
- 22 апреля — Григорий Сорока (40) — русский живописец.
- 24 апреля — Франц Вильгельм Юнгхун (54) — немецкий естествоиспытатель и путешественник.

## Май
- 2 мая — Джакомо Мейербер (72) — немецкий и французский композитор еврейского происхождения.
- 8 мая — Джеймс Уодсворт (56) — американский филантроп, политик и генерал армии Союза в годы гражданской войны; погиб в бою во время битвы в Глуши.
- 9 мая — Джон Седжвик (50) — американский учитель, офицер и генерал армии Союза в американской гражданской войне; погиб от пули снайпера в сражении при Спотсильвейни.
- 12 мая — Джеб Стюарт (31) — американский военный, кавалерист, генерал-майор армии Конфедеративных Штатов Америки во время гражданской войны в США; последствия ранения в бою у Йеллоу-Таверн.
- 18 мая — Ириней (Несторович) — епископ Русской православной церкви, архиепископ Иркутский, Нерчинский и Якутский.
- 19 мая — Натаниэль Готорн (59) — американский писатель, один из первых и наиболее общепризнанных мастеров американской литературы.

## Июнь
- 14 июня — Леонидас Полк (58) — американский военный, генерал армии Конфедерации во время гражданской войны в США; погиб в сражении при Мариетте, во время битвы за Атланту.

## Июль
- 22 июля — Джеймс Бердсей Макферсон (35) — кадровый офицер американской армии, служил генералом армии Союза во время американской гражданской войны; убит в сражении за Атланту, став вторым из генералов высшего ранга, погибших на поле боя.

## Август
- 1 августа — Николай Васильчиков (65) - представитель старшей ветви рода Васильчиковых, корнет лейб-гвардии Кавалергардского полка, декабрист.
- 4 августа — Елена Денисьева (37—38) — гражданская жена Фёдора Тютчева; чахотка.

5 августа
- Казнённые за участие в Польском восстании 1863 года (повешены в Варшавской цитадели):
  - Ян Езёранский (28) — польский революционер, активист патриотического движения;
  - Роман Жулиньский — польский математик;
  - Рафал Краевский (29) — польский политический деятель, революционер;
  - Юзеф Точинский (35—36) — польский революционер, активист патриотического движения;
  - Ромуальд Траугутт (38) — польский революционер белорусского происхождения, генерал.
- 7 августа — Ли Сючен (40—41) — один из главных тайпинских полководцев во время крестьянской войны против маньчжурской империи Цин; казнён.
- 13 августа — Михаил Песков (29—30) — российский исторический и жанровый живописец, литограф, один из основателей Санкт-Петербургской Артели художников; чахотка.
- 27 августа — Павел Липранди (68) — русский генерал, герой Крымской войны.

## Сентябрь
- 15 сентября — Джон Хеннинг Спик (37) — офицер британской индийской армии, исследователь Африки, в 1858 году обнаруживший озеро Виктория, а вместе с ним и исток Белого Нила; огнестрельное ранение (несчастный случай либо самоубийство).

## Октябрь
- 7 октября — Аполлон Григорьев (42) — русский поэт, литературный и театральный критик, переводчик, мемуарист, автор ряда популярных песен и романсов.
- 18 октября — Дэвид Бирней (39) — американский бизнесмен, юрист и генерал армии Союза в годы гражданской войны; малярия (умер во время осады Петерсберга).
- 24 октября — Джеймс Арчер (46) — юрист, офицер армии США в годы мексиканской войны, генерал армии Конфедерации во время Американской гражданской войны.

## Ноябрь
- 23 ноября — Василий Струве (71) — выдающийся российский астроном, один из основоположников звёздной астрономии.
- 30 ноября — Патрик Ронейн Клейберн (36) — американский военный ирландского происхождения, известный своей службой в качестве генерала армии Конфедерации во время американской гражданской войны; погиб в сражении при Франклине.

## Декабрь
- 8 декабря — Джордж Буль (49) — английский математик и логик, один из предтеч математической логики.
- 20 декабря — Е. Бернет (54) — русский поэт.